# Young Bill Hickok
Young Bill Hickok è un film del 1940 diretto da Joseph Kane.
È un film western statunitense con Roy Rogers, Julie Bishop e George 'Gabby' Hayes.

## Produzione
Il film, diretto da Joseph Kane su una sceneggiatura di Norton S. Parker e Olive Cooper, fu prodotto da Kane, come produttore associato, per la Republic Pictures e girato a Burro Flats (Simi Hills) e nei Republic Studios a Hollywood in California dal 16 agosto 1940.

## Colonna sonora
- Polly Wolly Doodle - tradizionale, suonata nel saloon
- When the Shadows Fall Across the Rockies - scritta da Peter Tinturin, cantata da Roy Rogers
- Up and Down the Prairie - scritta da Peter Tinturin, suonata da Sally Payne, cantata da Sally Payne e George 'Gabby' Hayes
- A Cowboy Wedding - scritta da Milo Sweet e Nat Vincent,  cantata da oy Rogers
- Tamales - parole di Eddie Cherkose, musica di Raoul Kraushaar, cantata da Sally Payne nel saloon
- I'll Keep on Singing a Song - scritta e cantata da Roy Rogers

## Distribuzione
Il film fu distribuito negli Stati Uniti dal 21 ottobre 1940 al cinema dalla Republic Pictures.
Altre distribuzioni:
- in Danimarca il 29 marzo 1950 (Indianerne kæmper for sheriffen)
- in Portogallo (Aconteceu em Cheyenne)
- in Brasile (Sede de Ouro)

## Promozione
La tagline è: "BILL HICKOK...PATHFINDER...PLAINSMAN...PIONEER...reliving America's most colorful days!".